# Nicco
Ник Константин Маниатти (англ. Nick Constantine Maniatty; род. 7 августа 1977 года), более известный как Nicco (рус. Никко) — американский музыкант, работающий в поп-, европоп-, танцевальной, регги-, хаус- и электронной музыке. В апреле 2011 года он подписал контракт с Sony и выпустил свой дебютный сингл «Downpour» в августе того же года. Его непрерывный успех на евродэнс-сцене привёл к международному хиту «Party Shaker» с группой R.I.O., который вошёл в десятку лучших в Австрии, Германии и Швейцарии, а также в топ-40 во Франции и Нидерландах.

## Ранние годы и образование
Ник Константин Маниатти родился 7 августа 1977 года в районе Куинс, Нью-Йорк, США. Он учился в Северо-Восточном университете. Летом он работал в Сент-Джоне (Американские Виргинские острова), где живёт его семья.

## Карьера
После сотрудничества с европейскими танцевальными продюсерами он стал популярен в европейских ночных клубах, особенно после сотрудничества с рядом европейских артистов, в частности, с австрийскими диджеями Darius & Finlay, с которыми он начал работать с 2009 года. Он участвовал в ряде миксов и записей, произведя впечатление в Австрии и Германии такими записями, как «Do It All Night» и «Destination», выпущенными Trak Music, а также «Rock to the Beat», «Hold On» и «Till Morning», выпущенными Sony Germany. Он также сотрудничал с польским продюсером и диджеем Robert M. над треком «Dance Hall Track», который стал хитом в Польше и получил золотой статус. Он вернулся в 2012 году с новой версией «Do It All Night» с Darius & Finlay, при участии немецкого рэпера родом из Зимбабве Carlprit. Недавно Nicco сотрудничал с R.I.O., став вокалистом «Party Shaker» (R.I.O. feat. Nicco), что позволило ему расширить своё международное присутствие.

## Музыкальный стиль и влияние
Никко оттачивал своё мастерство на протяжении многих лет, в том числе во время учёбы в Северо-Восточном университете в Бостоне, штат Массачусетс. Он переехал в Куинс, штат Нью-Йорк, где пел и исполнял танцевальную регги и музыку сока во многих известных карибских клубах Бруклина. Последние 10 лет Никко использовал влияние регги, чтобы объединить свой вокал и грубый скандирование, создавая новое звучание.
С самых юных лет Никко находился под влиянием музыки регги.

## Награды
- 2009: Победа в номинации «Самая исполняемая песня 2009 года» на польской премии FaMa Award за песню «Destination» (Darius & Finlay при участии Nicco).

- 2010: Победа в номинациях «Лучший артист» и «Лучший новичок» на Austrian Music Awards после номинации в трёх категориях.

## Дискография

### Сольное творчество
- «Downpour» (2011)

### Совместно с Darius & Finlay

#### Альбомы
- «Destination» (2009)
- «Do It All Night» (2009)

#### Синглы
- «Rock to the Beat» (2009)
- «Hold On» (2010)
- «Till Morning» (2011)
- «Firestarter» (2015)

### Совместно с Darius & Finlay и Carlprit
- «Do It All Night (2k12 version)» (2012)

### Как Nicco & Dank
- «Into The Light» (2013)

### Участие
| Год  | Сингл                               | Высшие позиции в чартах | Высшие позиции в чартах | Высшие позиции в чартах | Высшие позиции в чартах | Высшие позиции в чартах | Высшие позиции в чартах | Высшие позиции в чартах | Альбом                                 |
| Год  | Сингл                               | AUT                     | BEL (Wa)                | FRA                     | GER                     | NL                      | NOR                     | SWI                     | Альбом                                 |
| ---- | ----------------------------------- | ----------------------- | ----------------------- | ----------------------- | ----------------------- | ----------------------- | ----------------------- | ----------------------- | -------------------------------------- |
| 2012 | «Party Shaker» (R.I.O. feat. Nicco) | 10                      | 29                      | 5                       | 10                      | 29                      | 8                       | 6                       | Turn This Club Around (Deluxe Edition) |

- 2008: «Can’t Slow Down» (Robert M feat. Nicco)
- 2009: «Destination» (The Rudenko Project feat. Nicco) [Сингл]
- 2009: «Hold Tight» (Chris Decay feat. Nicco) [мини-альбом, Klubbhouse Records]
- 2009: «Can’t Slow Down» (Bastian Bates feat. Nicco) [мини-альбом, Can’t Slow Down]
- 2009: «When We Dance» (DJ Pedro & Stephan M feat. Nicco) [Musica Diaz Toro]
- 2009: «Put Ur Hands Up» (Wet Fingers with Nicco) [Сингл, Pozytyaka Sound]
- 2010: «Dance Hall Track» (Tom Mountain feat. Nicco) [альбом, High5 Records]
- 2010: «Dance Hall Track» (Robert M. feat. Nicco) [Loco Label Music]
- 2011: «Run it back» ('N Luv & Movetown ft. Nicco)